# Ariajasuru Hasegawa
Ariajasuru Hasegawa (長谷川 アーリアジャスール Hasegawa Ariajasuru?), född 29 oktober 1988 i Saitama prefektur, är en japansk fotbollsspelare.
Hasegawa började sin karriär 2007 i Yokohama F. Marinos. Efter Yokohama F. Marinos spelade han för FC Tokyo, Cerezo Osaka, Real Zaragoza, Shonan Bellmare, Omiya Ardija och Nagoya Grampus.